# 3718-as mellékút (Magyarország)
A 3718-as számú mellékút egy bő 10 kilométeres hosszúságú, négy számjegyű mellékút Borsod-Abaúj-Zemplén vármegyében; a Zempléni-hegység két kisebb települését – egykor önálló községeket, ma Sátoraljaújhelyhez tartozó, annak központjától különálló városrészeket – köti össze egymással, illetve a 37-es főúttal.

## Nyomvonala
A 37-es főútból ágazik ki, annak a 69+650-es kilométerszelvénye közelében, Sátoraljaújhely külterületén, északnyugat felé. Mintegy fél kilométer után éri el Károlyfalva belterületének szélét, ahol az Asték utca nevet veszi fel, majd nem sokkal ezután, a helyi temetőt elérve északnak fordul és Rákóczi utca lesz a neve; így is lép ki a településrész házai közül, bő 1,2 kilométer után.
A második kilométerét elhagyva egy hosszabb szakaszon Sátoraljaújhely és Sárospatak határvonalát kíséri – közben, mintegy 2,6 kilométer után elhalad Kácsárd külterületi lakott hely mellett –, és már majdnem a hatodik kilométerénél jár, amikor – a Fehér-patak hídján áthaladva – teljesen visszatér a sátoraljaújhelyi határok közé. E patak völgyének északi oldalán húzódik tovább, lassanként keletebbi irányt véve, s így éri el 6,5 kilométer után Rudabányácska első házait, ahol a Lőtér utca nevet veszi fel. A település központjában újra keresztezi a vízfolyást, ott egy rövid szakaszon Bányácska utca, majd Szabadság utca a helyi neve, így lép ki a belterületről, körülbelül 7,5 kilométer megtételét követően.
Rudabányácskát elhagyva északkeleti, a kilencedik kilométerétől pedig délkeleti irányban folytatódik, változatlanul az említett patak völgyében, annak déli oldalán. 9,8 kilométer után keletnek fordul, elhalad a Zemplén Kalandpark parkolója és központi épületegyüttese (az itteni libegő alsó állomása, jégcsarnok, ökoturisztikai látogatóközpont stb.) mellett, érint egy szállodát és más turisztikai létesítményeket is; települési neve ezen a szakaszon Torzsás utca. Így is ér véget, beletorkollva a 37-es főút 79+600-es kilométerszelvénye közelében létesült körforgalmú csomópontba.
Teljes hossza, az országos közutak térképes nyilvántartását szolgáló kira.kozut.hu adatbázisa szerint 10,644 kilométer.

## Története
A Kartográfiai Vállalat 1990-es kiadású Magyarország autóatlasza a teljes szakaszát kiépített, s a burkolatminőségét tekintve portalanított útként tünteti fel.